# ديفيد غارزا
ديفيد غارزا (بالإنجليزية: David Garza)‏ (24 أبريل 1993 - ) هو لاعب كرة قدم أمريكي في مركز الوسط.